# アルゴス (犬)
アルゴス ([ˈɑːrɡɒs, -ɡəs]; 古代ギリシア語: Ἄργος)は、ホメロスの叙事詩『オデュッセイア』において主人公オデュッセウスを忠実に待ち続けた伝説上の犬。 オデュッセウスがトロイア戦争に赴く以前は猟犬として育てられ、オデュッセウスが戦死したと思われた後は放置されていた。 20年ののちオデュッセウスがイタケーに帰還した時、彼は蚤だらけになり肥やしの山の上に横たわっているアルゴスを見つける。老いたアルゴスは主人に近づく力はなかったが、耳を垂らし、尻尾を振ることで喜びを表した。 しかし、物乞いとして身分を隠しているオデュッセウスはアルゴスと再会の喜びを分かち合うことはできず、ただ隠れて涙を流した。 主人の帰還を見届けたアルゴスは、直後に死んだ。
アルゴスの登場は『オデュッセイア』全編を通じて最も有名なシーンの一つであり、古代文学の研究者たちはその構成、意義、文学的価値について様々な論評を残してきた。 アルゴスは忠実さのシンボル、およびオデュッセウスとその家（オイコス）の没落のメタファーとして描かれたものとされる。 アルゴスの死は戦士の高貴な死を描くのと同じ仕方で語られ、また迂言法によりアルゴス自身が語ったかのような焦点化がなされている。

## 名前

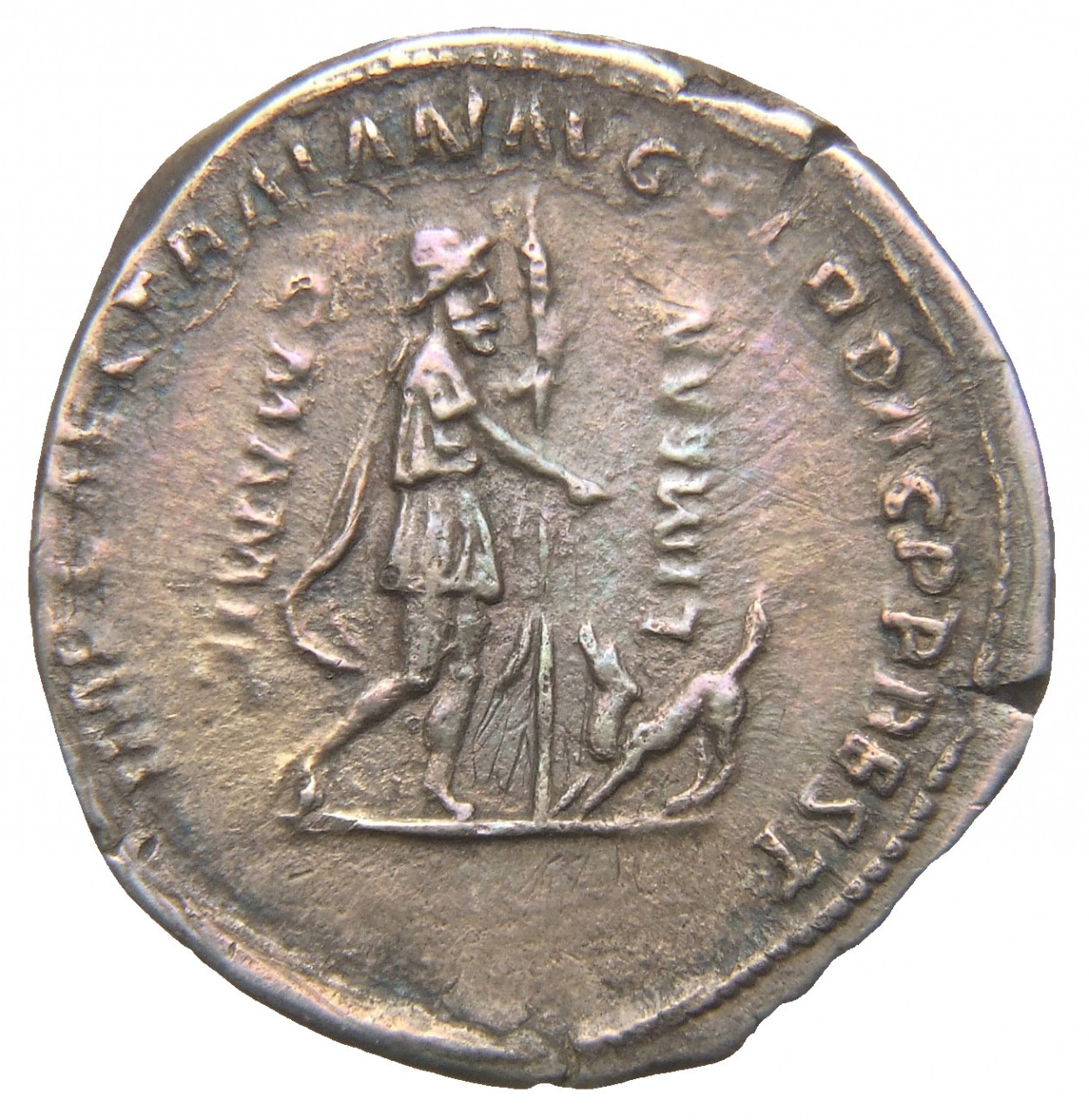
オデュッセウスとアルゴスを描いたローマの硬貨、紀元前112–114。

「アルゴス」(古希: Ἄργος) という名は古代ギリシャ語の形容詞 ἀργός (argós) からとられ、文字通りには「輝ける白」「素晴らしい」、比喩的には「素早い」という意味がある。このような意味変化はインド・ヨーロッパ語族では広く見られる。 ホメーロスの著作において、「アルゴス」の称号は素早い犬全般に対して与えられる。
この名前は印欧祖語 h₂rǵ-ró-s （h₂erǵ-「白い、輝く」の品詞転換）に由来し、同化回避により2つ目の *r が欠落している。 同根として、ラテン語のargentum 「銀色」およびヒッタイト語 𒄯𒆠𒅖 (ḫar-ki-iš) 「白い、明るい」などが挙げられる。 語源的には『金羊毛』に登場する船(アルゴー号（Ἀργώ）とも関連する。この船の名も、その速さを表している。 また、アルゴスという名はギリシャ神話に登場する100の目を持つ巨人アルゴス・パノプテースの名としても知られている。ある伝承によれば、アルゴス・パノプテースは元は「番犬」であったのだという。

## 「オデュッセイア」において
ἔνθα κύων κεῖτ᾽ Ἄργος, ἐνίπλειος κυνοραιστέων.

δὴ τότε γ᾽, ὡς ἐνόησεν Ὀδυσσέα ἐγγὺς ἐόντα,

οὐρῇ μέν ῥ᾽ ὅ γ᾽ ἔσηνε καὶ οὔατα κάββαλεν ἄμφω,

ἆσσον δ᾽ οὐκέτ᾽ ἔπειτα δυνήσατο οἷο ἄνακτος

ἐλθέμεν: αὐτὰρ ὁ νόσφιν ἰδὼν ἀπομόρξατο δάκρυ,

ῥεῖα λαθὼν Εὔμαιον, [...]
『オデュッセイア』において、オデュッセウスはトロイア戦争で10年間戦った後、故郷イタケーへの帰還を開始する。 しかし帰路にはさらに10年を要し、その間に家族や友人たちはオデュッセウスを死んだものと思い、多くの求婚者が妻ペーネロペーとの結婚をねらう。 ついに帰還したオデュッセウスは、女神アテナにより老いた物乞いに変装させられ、息子テーレマコスにだけ正体を明かす。 二人は協力してペーネロペーの求婚者たちを討つことに同意する。 オデュッセウスはかつて自身に仕えていた奴隷のエウマイオスに連れられ、身分を隠したまま王宮に向かう。 道中、アルゴスはオデュッセウスの声を聞き分け、目を覚ます。そこでオデュッセウスがかつてこの犬を狩猟犬として育てたこと、彼が戦争へ赴く以前アルゴスは若者たちがシカやノヤギ、ウサギを狩るのに使われていたが、あるじのオデュッセウスと共に狩りに出たことは一度もなかったことが明かされる。オデュッセウスがトロイアへと旅立って以降アルゴスは放置され、オデュッセウスが通りがかった時には牛糞の山の上に横たわり、蚤に蝕まれていた。
アルゴスはオデュッセウスの姿を認め、耳を垂れ、尻尾を振る。しかしアルゴスの身体は重く、主人に近づくだけの力はなかった。オデュッセウスは流れた涙を拭い、エウマイオスになぜこのように美しい犬が糞の中に寝ているのか、この犬はかつてはその見た目に似つかわしく素晴らしい犬だったのかと尋ねる。
エウマイオスはアルゴスを、かつてのオデュッセウスが飼っていた素晴らしい猟犬、あらゆる獲物を捕まえた並ぶもののない犬だったと説明する。オデュッセウスが死んだと考えられた後は、誰もアルゴスの世話をすることはなかったとエウマイオスは語り、召使いたちの怠慢を呪う。 そして二人が求婚者たちのいる宮殿に入っていくと、アルゴスは息を引き取る。

## 分析

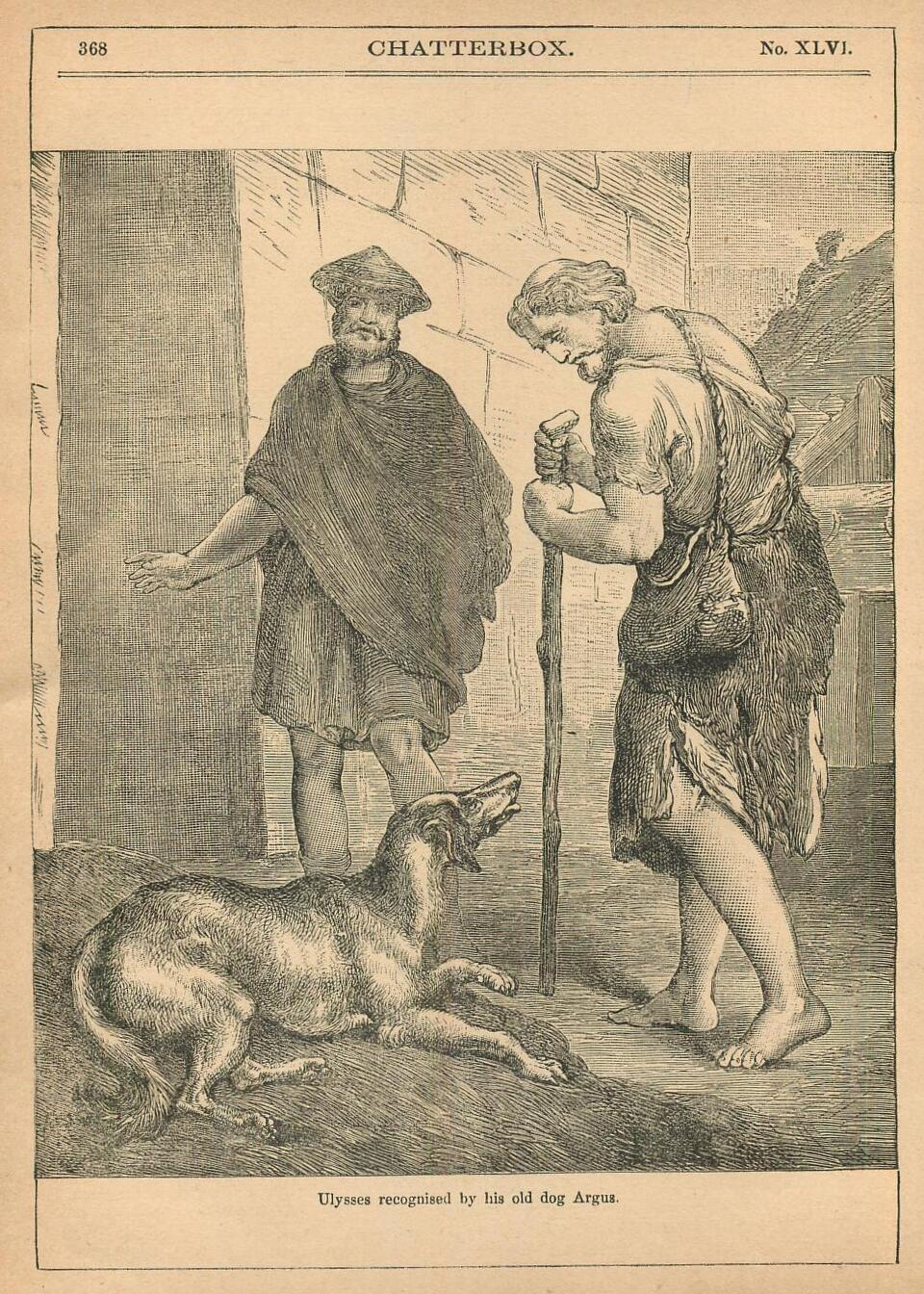
再会を描いた挿絵。 in Chatterbox, 1886

アルゴスとオデュッセウスの再会は『オデュッセイア』の中で最も有名なエピソードであり、西洋文学の中で最も感動的な場面であるともいわれる。 このシーンについて研究者たちの関心を惹いてきたのは以下の3つの要素である:『オデュッセイア』における他の物語との関連、その哀感（パトス）、及びオデュッセウスとその家（オイコス）の没落のメタファーとしての機能である。

### 物語的機能
アルゴスの場面は第十七巻の中ほどに配置され、オデュッセウスが妻の求婚者たちのもとを訪ねるという物語の一部をなしている。そしてこの場面および物語全体が、通常期待される「クセニア」（古代ギリシャにおける儀礼化されたもてなし）を反転させたものになっている。アルゴスの登場はその後一連のアナグノリシス（ここではオデュッセウスが故郷で種々の衝撃的な事柄を初めて認識すること）の始まりであり、そしてそれらのうちで唯一、即座に互い同士を認識する場面である。オデュッセウスのオイコスの成員のうち、神の助力やオデュッセウスによる証拠の提示なしに彼を認識できたのはアルゴスだけである。語り手がアルゴスの死を語る時、「二十年目に」 (ἐεικοστῷ ἐνιαυτῷ, eeikostōi eniautōi)というフレーズが用いられる。これはオデュッセウスが誰かに身分を明かす場面、あるいは彼の不在がもたらした影響を強調する場面で繰り返し用いられる表現である。また、アルゴスの場面でオデュッセウスは「彼の主人」（ἄναξ）という迂言法で呼ばれ、これによって場面はアルゴスの視点から語られているかのように映る。ベルンハルト・フランクやモーリス・バウラなど一部の研究者は、この場面がオデュッセウスの「真の帰還の瞬間」（ノストス）を示すものと主張している。何故なら場面は、彼の不在の長さと、それでもなお続いていた忠誠と愛情を描いたものだからである。
この場面の根本的な目的の一つは、「遅延による緊張」の創出である。つまり、物語の緊張が高まってくることが予想される場面で、実際の緊張を意図的に遅らせ、全体の緊張感と高めるという技法である。この場合、それによって物語の進行が遅らされ、オデュッセウスが自らの館で妻の求婚者たちと対峙するという決定的な場面が一時的に保留されることになる。

### オデュッセウスと彼のオイコスの象徴として
研究者たちはアルゴスとオデュッセウス、またアルゴスとオデュッセウスのオイコスとの間のアナロジー関係を指摘している。 アルゴスは、『オデュッセイア』を通じて散見される、番犬を別の何かの象徴として用いる「番犬のモチーフ」のいい例であり、ここでアルゴスはオデュッセウスおよびオイコスの没落を象徴している。 アルゴスの物語はオデュッセウスの息子テーレマコスに関する語りと共鳴する部分があり、時には一語一句同一である。 オデュッセウスはアルゴスを育てたが、その後すぐトロイアへと旅立ち、「彼から（狩りの）喜びを得ることはなかった」(οὐδ' ἀπόνητο, oud' apónēto) 。 これと全く同一の句が、前の巻においてオデュッセウスとテーレマコスの関係について用いられており、これにより読者は両者の関係性を並列的に考察するよう促される。
複数の研究者は、アルゴスはオデュッセウス自身を象徴しているとも読めると述べている。 アルゴスは肥溜めに横たわり、これは物乞いに変装したオデュッセウスの鏡写しであり、また身体を寄生虫に侵されるアルゴスは、妻への求婚者という「害獣」にオイコスを侵されるオデュッセウスを反映している。オデュッセウスとアルゴスはどちらも栄光ある過去を持ち、しかし現状は哀れである。 オデュッセウスが犬について尋ねた時、エウマイオスはアルゴスをオデュッセウスに重ね合わせるように語る。アルゴスの剛健な肉体と狩りにおける巧みさは、詩の以前の場面や『イーリアス』においてオデュッセウス自身に帰せられていたものである。
ベルント・スタインボックによれば、アルゴスの物語は七巻のちに描かれるオデュッセウスとその父ラーエルテースの間の場面と相似しているという。 その中でラーエルテースは町へ行く気力もなく、息子のイタケーへの帰還を待つばかりであった。 悲しみのあまり彼は自ら粗末な服をまとい、奴隷労働に身をやつした。これは蚤に侵されたアルゴスの姿と重なる。 ラーエルテースは犬皮の兜(κυνέη [kunéē])を被り、飼い主が不在のアルゴスのように悲嘆に暮れていた。

### パトス

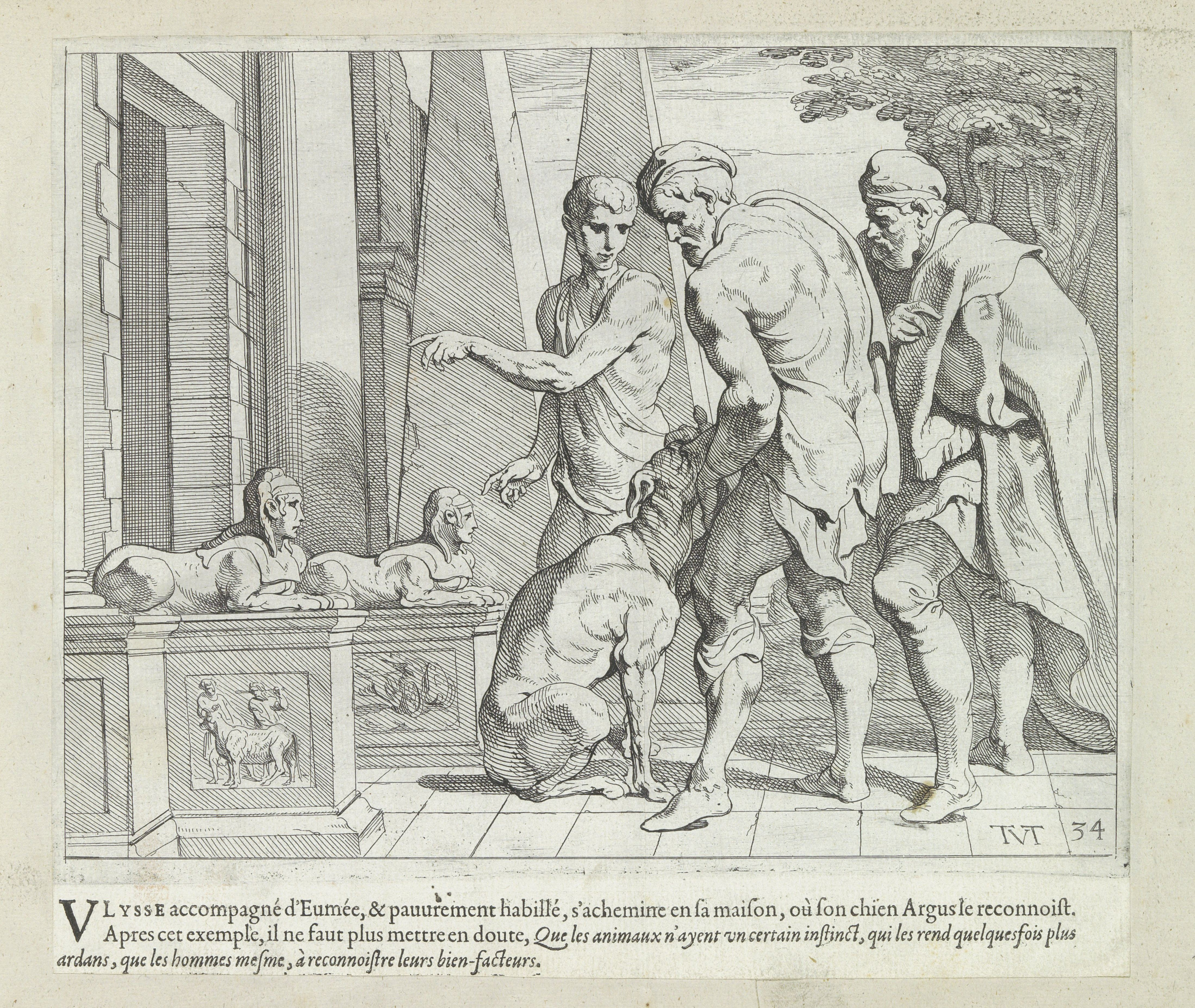
Odysseus door zijn hond Argus herkend (「オデュッセウスは彼の犬アルゴスに認識される」), テオドール・ファン・テュルデン (1633)

研究者たちは、アルゴスの場面が物語にもたらす感情的効果（パトス）を高める複数の文芸的手法を指摘している。オデュッセウスは、アルゴスの忠誠心と悲惨な状況の両方を認識することで、感情的な反応を示す。しかし、アルゴスは動けず、オデュッセウスも自らの正体をあかせないため、どちらもその感情を行動に移すことができない──この抑制された感情が、聴衆の共感を一層深める。また、アルゴスへの記述は、彼をまるで人間の登場人物かのように扱っている。彼には固有名が与えられ、きちんと物語へ導入（紹介）されるのである。
アルゴスの友好的なふるまいは、聴衆に対してオデュッセウスの安全に関する不安を呼び起こす要素でもある。もしエウマイオスが、見知らぬ乞食に対して親しげに振る舞うアルゴスを目にしたならば、彼はその男の正体に疑問を持つかもしれず、それはオデュッセウスがまだ身元を明かす準備が整っていない段階では望ましくない。 したがって、アルゴスが動けないという事実は、主人の変装を意図せず暴露してしまう危険を防いでくれており、聴衆にとっては安堵の材料となる。しかし同時に、それによって再会は完全に果たされないため、さらなる感情的動揺を引き起こす。 物語は、かつて無敵の猟犬だったアルゴスの過去と、今や何もできない彼の現状とを対比させており、これはオデュッセウスが求婚者たちと対峙する前の無力な状態と重なる。この対比は、オデュッセウスが果たして勝利できるのかどうか不確実な雰囲気を物語に漂わせている。 『オデュッセイア』全体を通じて、オデュッセウスは他人の前では涙をこらえ、隠している。だが、アルゴスを見た時だけは涙を流す──その涙はエウマイオスからは見えないが、読者にははっきりと見えているのである。
βῆ δ᾽ ἰθὺς μεγάροιο μετὰ μνηστῆρας ἀγαυούς. Ἄργον δ᾽ αὖ κατὰ μοῖρ᾽ ἔλαβεν μέλανος θανάτοιο, αὐτίκ᾽ ἰδόντ᾽ Ὀδυσῆα ἐεικοστῷ ἐνιαυτῷ. τὸν δὲ πολὺ πρῶτος ἴδε Τηλέμαχος θεοειδὴς
アルゴスの死は戦士の高貴な死を描く際に用いられる「荘厳な死の定型句」で彩られ、これによりアルゴスは高貴で英雄的な存在として描写される。 アルゴスの死は、『オデュッセイア』第七巻で示唆されたオデュッセウス自身の望み、すなわち「自分の財産や召使いたち、そして壮麗な高屋根の館を再び目にした時に、死が私に訪れんことを」という死への願いを、彼に代わって果たすものである。 オデュッセウスを目にした直後という、アルゴスの死のタイミングは、主人への揺るがぬ忠誠を証するものであり、アルゴスの存在が物語全体の中で果たす役割を強調している。 ベルンハルト・フランクは、アルゴスの飢えたありさまをオデュッセウス自身の衰えの象徴とみなし、アルゴスの死がその衰退の終焉を象徴していると論じる。彼によれば、オデュッセウスの自制は、彼の使命を果たすという決意を示しており、それによりオデュッセウスは弱々しい自己像や危険な感傷から開放され、前に進むことができるようになったのだという。

## 動物学的視点

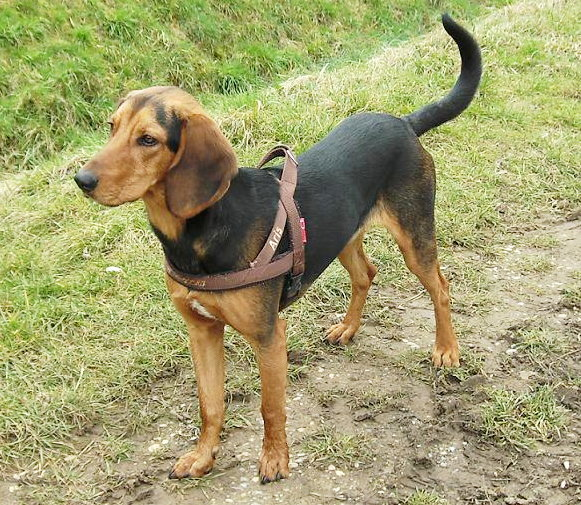
グリーク・サルーキ

古代ローマの作家アイリアノスは『動物奇譚集』第四巻40節において、イヌの寿命は長くて14年であり、20年間アルゴスが主人を待ち続けたという著述はホメーロスの「おどけた作り話」だと述べている。しかし一方でアリストテレスは『動物誌』第六巻第21章575aにおいて、ラコニア犬の寿命はふつう12年くらいだが、犬種によっては20年生きるイヌもおり、それゆえある人たちはアルゴスが20歳まで生きたことをもっともらしいと考えていると述べる。ここでアリストテレスは、アルゴスの犬種がラコニア犬であることを当然の前提として語っている。ラコニア犬は古代からギリシャで猟犬として知られた犬種で既に絶滅しているが、現代のグリーク・サルーキはその子孫だと考えられている。アメリカの獣医師エミー・フラワーズによれば、サルーキ犬の寿命は12年が普通だが、最も長い場合17年にも達する。
アルゴスはオデュッセウスを認識し、「尾を振り、両の耳を垂れ」たと語られる。現代のイヌ研究において、尾を振る回数が増えるのは興奮あるいは感動している時と考えられ、また耳を垂らし下に向けることはそのイヌの積極的な服従を示すサインだとされる。

## 影響
アルゴスの場面は現代に至るまで文化的影響を残している。
フランスの作家ロジェ・グルニエは犬と人間の関係、そして犬の早すぎる死についてのエッセイ集に『ユリシーズの涙』という題名を与えた。これはアルゴスの死に際してユリシーズ（オデュッセウス）が流した涙からとられたものである。
最もよく知られた『オデュッセイア』の翻案であるジェイムズ・ジョイスの『ユリシーズ』におけるアルゴスの対応物には2つの意見がある。有力な説は、主人公レオポルド・ブルームの父ルドルフ・ブルームの飼い犬アトスがそれであるというものである。ルドルフは遺言として「哀れなアトス！アトスをよろしく頼む。俺の最後の願いだ。」という走り書きを残しており、それを見たレオポルドはこの犬に一貫して優しく接する。しかし、主を失ったアトスは後を追うかのように死ぬ。もう一つの説は、日本のジョイス研究者柳瀬尚紀が1996年の岩波新書『ジェイムズ・ジョイスの謎を解く』で発表した、『ユリシーズ』第十二章に登場する、酒場の店先に小便をしたり犬を異常に嫌ったりする無名のナレーターの正体は犬であり、それこそがアルゴスに対応しているというものである。この説は斬新で、日本以外の多くのジョイス研究者からは批判されている。
ポピュラーカルチャーにおいては、日本のアニメ作品『機動戦士ガンダム 閃光のハサウェイ』に「オデュッセウス」という名のガンダムが登場する。このオデュッセウスガンダムには、「アルゴスユニット」と呼ばれる兵装を装着できる。